# 木村庄之助 (20代)
20代 木村 庄之助（にじゅうだい きむら しょうのすけ、1876年12月3日 - 1940年3月9日）は、大相撲の立行司。

## 人物
本名：後藤子之吉（旧姓・名川－鯉沼）。栃木県鹿沼市出身。所属は伊勢ノ海部屋、のち出羽海部屋。8代式守伊之助の弟子で、のち養子になった。21代庄之助は弟弟子にあたる。
明治後期から昭和初期の大相撲界を支えた近代名行司の第一人者で、行司史上屈指の名人と謳われている。人望、見識ともに備わり、名行司の証とも言われる 「松翁」 の称号を番付上に冠した。土俵態度、裁きともに秀で角界内では一目置かれていた。行司生活54年間に裁いた取組で差し違えはわずか2番のみであったという。
名跡としての「松翁（木村松翁）」は8代庄之助、13代庄之助、15代庄之助がいるが、名誉尊号としての「松翁」は歴代庄之助の中でも20代庄之助のみである。
立行司昇格前の3代式守錦太夫を名乗っていた時代には、5代式守与太夫（本名：鬼頭多喜太、のち19代木村庄之助）、3代式守勘太夫（本名：平木兼次郎、のち14代式守伊之助）とともに 「名行司三太夫」 と呼ばれていた。
22代庄之助によると、「松翁の素晴らしいところは、風格あり、声良し、姿良し、形良し、人格、識見、土俵態度、うちわ (軍配) 裁き、掛け声、名乗り上げ、顔触れなど、すべてにおいて抜群。この人の真似をすることが上達の近道だった」 と語っており、大坂相撲時代の師と仰いでいた木村越後（初代木村正直、のち8代木村玉之助）とともに20代庄之助を非常に尊敬していた（大坂相撲時代 「木村錦太夫」 を名乗っていたこともある）。一方、20代庄之助もまた22代庄之助の能力を買っており、自らの弟子で養子でもある木村松尾（のちの28代庄之助）をその門下に推薦している。
晩年は大横綱・双葉山の初期を裁いた。昭和15年1月場所後、胃癌により現役のまま急死した。63歳没。当時の雑誌に 「松翁亡き後の相撲界はいったいどうなるのか」 と書かれるほど相撲界にとっては大きな損失だった。
同年5月30日に、功績をたたえて大日本相撲協会葬が行われた。立行司で協会葬が行われたのは2022年末の時点では彼のみである。

## 履歴
- 1886年1月 - 初土俵・式守子之吉
- 1899年1月 - 十両格昇格。
- 1902年1月 - 幕内格昇格。3代式守錦太夫襲名。
- 1909年6月 - 三役格昇格。
- 1922年1月 - 6代式守与太夫襲名。
- 1926年5月 - 立行司に昇格。15代式守伊之助を襲名。
- 1932年10月 - 20代木村庄之助を襲名。
- 1935年5月 - 「松翁」の名誉尊号を贈られる。
- 1940年3月9日 - 現役のまま没。

## 家族・親族
※いずれも実子でなく養子。
- 6代式守錦太夫 - 1945年に硫黄島の戦いで戦死。
- 木村良雄 - 1942年乗船が揚子江河口付近で触雷し、これによる沈没で死亡[1]。
- 28代木村庄之助